# Carpinus fangiana
Carpinus fangiana är en björkväxtart som beskrevs av Hu Hsien-Hsu. Carpinus fangiana ingår i släktet avenbokar, och familjen björkväxter. Inga underarter finns listade.